# 50th Street (stacja metra na Broadway – Seventh Avenue Line)
50th Street – stacja metra nowojorskiego, na linii 1 i 2. Znajduje się w dzielnicy Manhattan, w Nowym Jorku i zlokalizowana jest pomiędzy stacjami 59th Street – Columbus Circle i Times Square – 42nd Street. Została otwarta 27 października 1904.